# آ اییا د آروسا
آ اییا د آروسا یا آ ایلا دو اروزا (به اسپانیایی: A Illa de Arousa) یک شهرستان در اسپانیا است که در استان پنتبدرا واقع شده‌است.

## خصوصیات
آ اییا د آروسا ۷ کیلومترمربع مساحت و ۴٬۹۲۸ نفر جمعیت دارد و ۹ متر بالاتر از سطح دریا واقع شده‌است.